# Brittany Snow
Brittany Anne Snow, ameriška filmska in televizijska igralka ter bivši fotomodel, *9. marec 1986, Tampa, Florida, Združene države Amerike.
Njene najbolj znane vloge so vloga Susan LeMay v telenoveli Luč svetlobe, vloga Meg Pryor v televizijski seriji Ameriški sen in vloga Ariel Alderman v tretji sezoni televizijske serije Pod nožem lepote. Pred igranjem je bila tudi fotomodel.

## Zgodnje življenje
Brittany Anne Snow se je rodila 9. marca 1986 v Tampi, Florida, Združene države Amerike. Je hči matere Cynthia, ki dela za podjetje Prentice Hall in očeta Johna Snowa st., ki je vodil zavarovalno agencijo, danes pa je že upokojen. Ima enega polbrata, Johna ml. in polsestro Holly; oba živita v Ohiu. Šolala se je na šoli Carrollwood Day School v Tampi, Florida, kasneje pa še na šoli Claywell Elementary. Brittany Snow je svojo diplomo prislužila leta 2004, ko je hodila na šolo Gaither High School v Tampi, Florida. Tako v osnovni kot v srednji šoli je bila vedno odlična učenka; ko je nekoč dobila slabšo oceno, so ji starši najeli inštruktorja, da jo je izboljšala.

## Kariera

### Zgodnja kariera
Brittany Snow je s kariero fotomodela začela že v starosti treh let in pol, ko je bila fotomodel za podjetje Burdines. Prvič se je na malih televizijskih ekranih pojavila v televizijski seriji All That. Leta 1994 je imela manjšo vlogo v televizijski seriji SeaQuest DSV, kjer se je pojavila v dveh epizodah, v letu 1995 pa se je pojavila v televizijskih serijah Walt Disney World Inside Out, From the Earth to the Moon in Safe Harbor. Dobila je tudi glasovno vlogo lika Šizuku Cukišima v angleški sinhronizaciji animiranega filma Studia Gbibli, Whisper of the Heart.

### Preboj: 1998–2007
Kasneje je Brittany Snow pri dvanajstih letih dobila vlogo težavne najstnice Susan LeMay v telenoveli Luč svetlobe, ki jo je uprizarjala od leta 1998 do leta 2001 s to vlogo je tudi zaslovela. Leta 2001 je dobila vlogo v televizijskemu filmu Murphy's Dozen. Njena po vsej verjetnosti najslavnejša vloga, vloga Meg Pryor v NBC-jevi televizijski seriji Ameriški sen, je prišla na vrsto leta 2002. Serijo je snemala vse do leta 2005, tistega leta (2005) pa se je pojavila tudi v filmu Misija: Cucelj, kjer je ob igralcu Vinu Dieslu zaigrala eno izmed glavnih vlog, vlogo Zoe Plummer. Leta 2005 je v tretji sezoni televizijske serije Pod nožem lepote igrala neonacistično srednješolko Ariel Alderman.
Leta 2006 je igrala v filmu John Tucker, mrtev si in glas posodila Naminé v videoigrici Kingdom Hearts II. Pojavila se je tudi v televizijski seriji Zakon in red: Enota za posebne primere.
V letu 2007 je Brittany Snow dobila vlogo Amber Von Tussle v filmskem muzikalu Lak za lase. V filmski upodobitvi Broadwayskega muzikala so poleg nje igrali še igralci in igralke, kot so Michelle Pfeiffer, James Marsden, Amanda Bynes, Zac Efron, John Travolta, Allison Janney in Queen Latifah. Z režiserjem Laka za lase, Adamom Shankmanom, je Brittany Snow sodelovala že v Disneyjevem filmu Misija: Cucelj. S svojo vlogo v Laku za lase je pokazala tudi svoje glasbene sposobnosti; med drugim je tudi zapela pesem »The New Girl In Town«. Zaigrala je tudi v videospotu za pesem »The Phrase That Pays« skupine The Academy Is..., ki je izšel julija 2007 ter v filmu On the Doll, kjer je dobila vlogo Balery.

### Zdajšnja leta: 2008 - danes
Brittany Snow je dobila glavno vlogo v grozljivem filmu Maturantski ples, ki je izšel v aprilu 2008. V filmu igra srednješolko Donno Keppel, ki se pripravlja na maturantski ples, ko iz zapora pobegne psihopatski morilec, ki ji je ubil vso družino, zdaj pa začne loviti tudi Donno. Glavno vlogo, vlogo Amande, je Brittany Snow tistega leta dobila tudi v filmu Finding Amanda, leta 2008 pa je igrala tudi Baylin v kratki drami Demi Moore z naslovom Streak.
Mediji so v letu 2008 začeli poročati o tem, da bo Brittany Snow zaigrala mlajšo verzijo Lily van der Woodsen (starejšo igra Kelly Rutherford) v televizijski seriji Opravljivka, vendar samo v eni epizodi. Kot mlajša Lily van der Woodsen je zares igrala v različici serije Opravljivka, ki so ji nadeli naslov Valley Girls in je štela za štiriindvajseto epizodo druge sezone. Ta del se je po televiziji predvajal 11. maja 2009.
Leta 2009 je Brittany Snow igrala v filmih The Vicious Kind in Black Water Transit ter glas posodila liku Candy v animirani televizijski seriji Family Guy.
Trenutno snema filmsko upodobitev televizijske serije Clock Tower, v kateri igra glavno vlogo, Alysso. Film naj bi izšel leta 2010. V letu 2010 jo bomo lahko videli tudi v filmih Walks, Janie Jones in v nadaljevanju Laka za lase, filmu Lak za lase 2.

## Zasebno življenje
Trenutno Brittany Snow hodi z igralcem Ryanom Rottmanom in živi v Los Angelesu, Kalifornija.
V zasebnem življenju je zelo dobra prijateljica z igralkami, kot so Jessica Stroup, Sophia Bush, Arielle Kebbel in Vanessa Lengies. Za svoje vzornice je označila igralke Natalie Portman, Meg Ryan in Reese Witherspoon.
Pri sedemnajstih letih je bila žrtev anoreksije in kasneje tudi bulimije. Takrat je izgubila kar nekaj kilogramov, kasneje pa si je poiskala pomoč in bolezni tudi prebolela.

## Filmografija

### Filmi in televizija
| Leto      | Naslov                                 | Vloga              | Opombe                                 |
| --------- | -------------------------------------- | ------------------ | -------------------------------------- |
| 1998–2001 | Luč svetlobe                           | Susan Lemay        | TV serija                              |
| 2002–2005 | Ameriški sen                           | Meg Pryor          | TV serija; 61 epizod                   |
| 2005      | Misija: Cucelj                         | Zoe Plummer        | Glavna vloga                           |
| 2005      | Pod nožem lepote                       | Ariel Alderman     | TV serija; 5 episodes                  |
| 2005      | Kingdom Hearts II                      | Naminé             | Videoigra; glas                        |
| 2006      | Whisper of the Heart                   | Shizuku Tsukishima | Animirani; glas (verzija v angleščini) |
| 2006      | Zakon in red: Enota za posebne primere | Jamie Hoskins      | TV serija; epizoda: »Influence«        |
| 2006      | John Tucker, mrtev si                  | Kate Spencer       | Glavna vloga                           |
| 2007      | Lak za lase                            | Amber Von Tussle   |                                        |
| 2007      | On the Doll                            | Balery             |                                        |
| 2008      | Maturantski ples                       | Donna Keppel       | Glavna vloga                           |
| 2008      | Finding Amanda                         | Amanda Tangerman   | Glavna vloga                           |
| 2008      | Streak                                 | Baylin             | Glavna vloga, kratki film              |
| 2009      | The Vicious Kind                       | Emma Gainsborough  | Glavna vloga                           |
| 2009      | Black Water Transit                    | Sardoonah          | Glavna vloga                           |
| 2009      | Opravljivka                            | Mlada Lily Rhodes  | TV serija; epizoda: »Valley Girls«     |
| 2009      | Family Guy                             | Candy              | Glas; epizoda: »Quagmire's Baby«       |
| 2010      | Lak za lase 2                          | Amber Von Tussle   |                                        |
| 2010      | Clock Tower                            | Alyssa             |                                        |

### Videospoti
| Glasbeni videi | Glasbeni videi         | Glasbeni videi | Glasbeni videi    |
| Leto           | Naslov pesmi           | Vloga          | Ustvarjalec       |
| -------------- | ---------------------- | -------------- | ----------------- |
| 2007           | »The Phrase That Pays« | Sestra         | The Academy Is... |
| 2008           | »Otep The Acention«    |                | Crooked Spoons    |
| 2008           | »Ride EP«              | Dekle          | Cary Brothers     |
| 2008           | »Just Impolite«        | Dekle          | Plushgun          |

## Diskografija

### Soundtracki
- 2007: Soundtracki iz filma Lak za lase - 10. julij 2007

## Nagrade in nominacije
| Leto               | Nagrada                                                                          | Kategorija                                                            | Delo | Rezultat   |
| ------------------ | -------------------------------------------------------------------------------- | --------------------------------------------------------------------- | --- | ---------- |
| 2000               | Young Artist Award                                                               | Najboljši nastop v telenoveli - mlada igralka                         | Luč svetlobe | Nominirana |
| 2001               | Young Artist Award                                                               | Najboljši nastop v televizijski seriji - mlada igralka                | Luč svetlobe | Dobila     |
| 2001               | Soap Opera Digest Award                                                          | Izstopajoči otroški igralec                                           | Luč svetlobe | Nominirana |
| 2002               | Young Artist Award                                                               | Najboljši nastop glavne mlade igralke v televizijski seriji - drama   | Luč svetlobe | Nominirana |
| 2003               | Young Artist Award                                                               | Najboljša igralska ekipa v komični ali dramatični televizijski seriji | Ameriški sen (skupaj z Ethanom Dampfom, Vanesso Lengies in Sarah Ramos) | Nominirana |
| 2003               | Teen Choice Award                                                                | Najboljši televizijski preboj ženske zvezde                           | Ameriški sen | Nominirana |
| 2003               | Teen Choice Award                                                                | Najboljša televizijska igralka - drama/akcijska avantura              | Ameriški sen | Nominirana |
| 2004               | Teen Choice Award                                                                |                                                                       | Ameriški sen | Nominirana |
| Young Artist Award | Najboljši nastop v komični ali dramatični televizijski seriji - stranska igralka |                                                                       | Ameriški sen |            |
| 2007               | Hollywood Film Award                                                             | Igralska ekipa leta                                                   | Lak za lase (skupaj z Nikki Blonsky, Johnom Travolto, Michelle Pfeiffer, Queen Latifah, Christopherjem Walkenom, Amando Bynes, Jamesom Marsdenom, Zacom Efronom, Elijahom Kelleyjem in Allison Janney) | Dobila     |
| 2008               | Ensemble Cast Award                                                              |                                                                       | Lak za lase (skupaj z Nikki Blonsky, Johnom Travolto, Michelle Pfeiffer, Queen Latifah, Christopherjem Walkenom, Amando Bynes, Jamesom Marsdenom, Zacom Efronom, Elijahom Kelleyjem in Allison Janney) | Dobila     |
| 2008               | Actor                                                                            | Izstopajoč nastop celotne igralske ekipe                              | Lak za lase (skupaj z Nikki Blonsky, Johnom Travolto, Michelle Pfeiffer, Queen Latifah, Christopherjem Walkenom, Amando Bynes, Jamesom Marsdenom, Zacom Efronom, Elijahom Kelleyjem in Allison Janney) | Nominirana |
| 2008               | Teen Choice Award                                                                | Najboljši nastop filmske igralke v grozljivki/trilerju                | Maturantski ples | Nominirana |
| 2009               | Prism Award                                                                      | Najboljši filmski nastop                                              | Finding Amanda | Nominirana |